# Opočno, Louny
Opočno là một làng thuộc huyện Louny, vùng Ústecký, Cộng hòa Séc.